# 新中国儿童用品商店

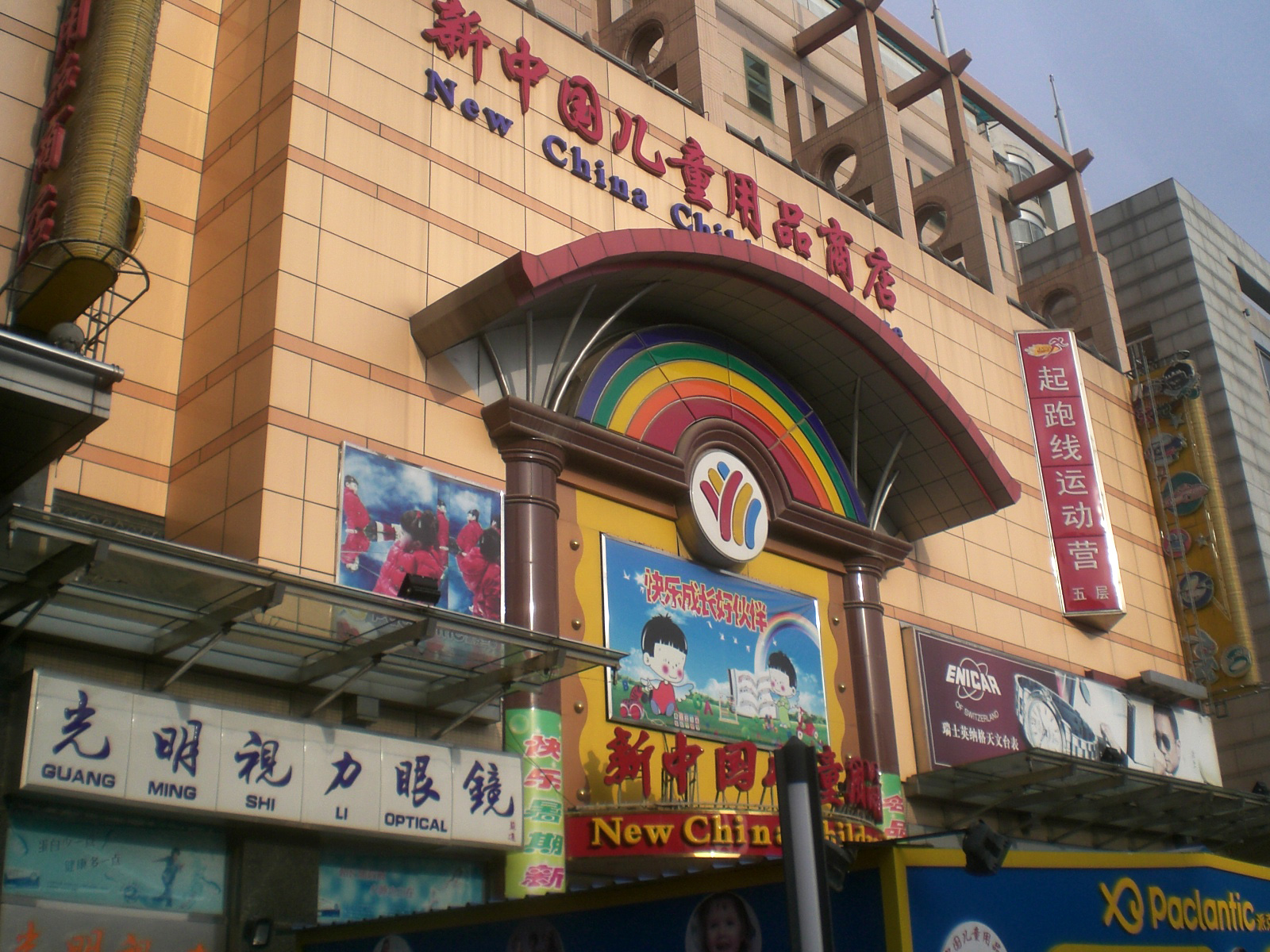
2010年8月，新中国儿童用品商店

新中国儿童用品商店位于中国北京。

## 简介
新中国儿童用品商店是中华人民共和国成立后兴建的首家国有儿童用品商店，始建于1956年，是目前中华人民共和国内规模最大的儿童用品专营商店。
起初，该店称“王府井儿童用品商店”。中华人民共和国副主席宋庆龄于1962年应该店之请，为该店题写了“王府井儿童用品商店”的店名。1966年文化大革命爆发，王府井大街被改称“人民路”，王府井儿童用品商店更名为“新中国儿童用品商店”，商店遂于1966年请宋庆龄再次题写了“新中国儿童用品商店”的店名。后来该店多次拆迁和扩建，宋庆龄题写的两幅字已不知去向。党和国家领导人康克清、程思远、陈锡联、荣高棠等人曾多次视察该店。
改革开放之后，新中国儿童用品商店先后在1987年、1993年、1997年三次进行了扩建改造。1998年，由于王府井大街改造，新中国儿童用品商店停业改建。2000年初，新中国儿童用品商店重张，新店位于原址以北，紧临东安市场。